# Karen Khachanov
Karen Abgarovich Khachanov (Moscou, 21 de maio de 1996), é um tenista profissional russo.
Possuí um título ATP Masters 1000, o de Paris 2018.
Conquistou a medalha de prata nas Olimpíadas de Tóquio 2020.
De 11 finais disputadas em sua carreira, venceu 7.